# Solenopsis reichenspergeri
Solenopsis reichenspergeri är en myrart som beskrevs av Santschi 1923. Solenopsis reichenspergeri ingår i släktet eldmyror, och familjen myror. Inga underarter finns listade i Catalogue of Life.